# Uttigen
Uttigen är en ort och kommun i distriktet Thun i kantonen Bern, Schweiz. Kommunen har 2 179 invånare (2023).
Kommunen utökades den 1 januari 2014 med den tidigare kommunen Kienersrüti.